# Krotitelj zmija otrovnica
Krotitelj zmija otrovnica je zabavljač koji se pretvara da može dresirati zmije. Trikovima stvara dojam da zmija "pleše" uz zvukove njegovog glazbala.

## "Ples" zmija
Životinje drže u mračnim kavezima. Kad se poklopac otvori, osljepljene su od svjetlosti i fiksirane na prvi predmet kojeg vide u pokretu kao potencijalni neprijatelj, što je obično "flauta" ili sam krotitelj.

## Podrijetlo zmija
Gotovo uvijek životinje su ulovljene u divljini, a dijelom su zaštićene ili ugrožene vrste.
Krotitelji zmija otrovnica uglavnom uživaju visoko poštovanje u svojim zemljama, jer praznovjerno stanovništvo vjeruje u njihove "nadnaravne" sposobnosti. 

## Vanjske poveznice
- Cobra Dance at Negombo Beach